# 王星
王星（1914年12月—2009年10月23日），四川省古蔺县人，中国人民解放军开国大校，曾任中华人民共和国石油工业部军管会主任、中华人民共和国燃料化学工业部革命委员会副主任、中华人民共和国第七机械工业部副部长、党组副书记。

## 生平
1935年1月参加中国工农红军。1935年11月加入中国共产主义青年团，1936年6月转为中国共产党党员。
1949年后，曾参与抗美援朝战争。回国后，历任南京军事学院炮兵系副主任，炮兵学院副院长，石油部军管会主任，燃化部革委会副主任，第七机械工业部副部长、党组书记。1982年12月离休。2002年1月经中央批准，享受部长级医疗待遇。2009年10月23日因病在北京逝世。